# ألفرد تايرون كوكي
ألفرد تايرون كوكي (بالهندية: अल्फ्रेड टायरोन कुक؛ بالإنجليزية: Alfred Tyrone Cooke) هو طيار هندي، ولد في 1939.